# グルタル酸
グルタル酸（グルタルさん、Glutaric acid）は構造式 HOOC–(CH2)3–COOH で表されるカルボン酸の一つ。IUPAC命名法では1,5-ペンタン二酸(1,5-pentanedioic acid)またはプロパン-1,3-ジカルボン酸(propane-1,3-dicarboxylic acid)である。無色からわずかに薄い黄色の結晶または結晶性粉末で、水に可溶、アルコール、エーテルに易溶。融点95～98℃、沸点200℃、分子量132.11。CAS登録番号は110-94-1。
グルタル酸は、トリプトファンの代謝経路であるグルタル酸経路や、代謝において最も重要なクエン酸回路に関与している。2位にアミノ基が結合した2-アミノグルタル酸は、重要なアミノ酸であるグルタミン酸として知られる。